# Pangina Heals
Pan Pan Narkprasert, plus connu sous le nom de scène Pangina Heals est un chorégraphe et drag queen thaïlandais principalement connu pour être le présentateur de la série télévisée Drag Race Thailand, ainsi que sa participation à RuPaul's Drag Race: Royaume-Uni vs The World. Souvent décrit comme l'équivalent asiatique de RuPaul, Pangina Heals est l'une des performeuses drag les plus populaires de Thaïlande.

## Jeunesse
Narkprasert naît le 22 juillet 1988 d'un père thaïlandais et d'une mère taïwanaise à Bangkok. Victime de harcèlement scolaire dans sa jeunesse, il est également atteint de troubles du comportement, comme de la boulimie. Il effectue ses études à l'Université de Californie à Los Angeles, avant de revenir à Bangkok où il passe une année sabbatique à explorer la vie nocturne de la capitale thaïlandaise. En 2010, il découvre l'univers du transformisme, et participe à un concert de sosie de Lady Gaga, qu'il remporte, gagnant ainsi une place à un de ses concerts.

## Carrière
Pangina Heals se produit régulièrement dans un bar cabaret LGBT de Bangkok, le Maggie Choo. Il est également acteur de théâtre, participant notamment à l'interprétation thaïlandaise de la pièce The Lisbon Traviata (en), produite à Bangkok. Elle participe également à plusieurs émissions de téléréalité, gagnant notamment un concours de lipsync.
En 2018, elle est annoncée aux côtés de Art Arya comme étant la coprésentatrice de la série dérivée Drag Race Thailand, mettant en scène des drags queens thaïlandaises.
En 2022, elle devient la première drag queen issue de Thaïlande à rejoindre une série jugée par RuPaul, en participant à la série RuPaul's Drag Race: Royaume-Uni vs The World, qui fait s'affronter plusieurs reines issues des différentes séries dérivées. Elle se fait éliminer par Blu Hydrangea au quatrième épisode, finissant ainsi à la sixième place.

## Vie privée
Elle a introduit dans le monde du transformisme une autre candidate de RuPaul's Drag Race, Felicia Heals.

## Filmographie

### Télévision
| Année       | Titre                                 | Rôle                    | Ref. |
| ----------- | ------------------------------------- | ----------------------- | ---- |
| 2014        | Thailand Dance Now                    | Participante            |      |
| 2014        | T Battle                              | Participante            |      |
| Depuis 2018 | Drag Race Thailand                    | Présentatrice           |      |
| 2022        | RuPaul's Drag Race: UK vs The World 1 | Participante - 6e place |      |
| 2023        | Drag Race Philippines 2               | Juge invitée            |      |

### Web-séries
| Année       | Titre         | Rôle      | Notes         |
| ----------- | ------------- | --------- | ------------- |
| 2014        | Queer as Fuck | Elle-même | Présentatrice |
| Depuis 2022 | Tongue Thai'd | Elle-même | Présentatrice |

## Pour approfondir